# Oribatula fusca
Oribatula fusca är en kvalsterart som först beskrevs av Ewing 1913.  Oribatula fusca ingår i släktet Oribatula och familjen Oribatulidae. Inga underarter finns listade i Catalogue of Life.